# Holstein-Gottorp
Holstein-Gottorp nebo Holstein-Gottorf plným názvem Haus Schleswig-Holstein-Gottorp (česky: Šlesvicko-Holštýnsko-Gottorpská dynastie) je název mladší větve rodu Oldenburků, která vládla v domácím Šlesvicku-Holštýnsku, Oldenbursku, dále též v Rusku, Švédsku a nakrátko i Norsku.

## Rodokmen dynastie
- Adolf Holštýnsko-Gottorpský, vévoda holštýnsko-gottorský
  - Jan Adolf Holštýnsko-Gottorpský, vévoda holštýnsko-gottorský
    - Fridrich III. Holštýnsko-Gottorpský, vévoda holštýnsko-gottorský
      - Kristián Albrecht Holštýnsko-Gottorpský, vévoda holštýnsko-gottorský
        - Fridrich IV. Holštýnsko-Gottorpský, vévoda holštýnsko-gottorský
          - Karel Fridrich, vévoda holštýnsko-gottorský
            - Petr III., car vší Rusi, vévoda holštýnsko-gottorský
              - Pavel I., car vší Rusi, vévoda holštýnsko-gottorský
                - Alexandr I., car vší Rusi
                - Mikuláš I., car vší Rusi, král polský, velkokníže finský
                  - Alexandr II., car vší Rusi, král polský, velkokníže finský
                    - Alexandr III., car vší Rusi, král polský, velkokníže finský
                      - Mikuláš II., car vší Rusi, král polský, velkokníže finský
                      - Michail, car vší Rusi

                    - Vladimír, velkokníže ruský
                      - Kirill, velkokníže ruský
                        - Vladimír, velkokníže ruský
                          - Marie Vladimirovna, velkokněžna ruská

                  - Konstantin, velkokníže ruský
                  - Nikolaj, velkokníže ruský
                    - Petr Nikolajevič, velkokníže ruský
                      - Roman Petrovič, kníže ruský
                        - Dmitrij Romanovič, kníže ruský

                  - Michail, velkokníže ruský

        - Kristián August Holštýnsko-Gottorpský, vévoda holštýnsko-gottorský
          - Adolf I. Fridrich, král švédský
            - Gustav III., král švédský, velkokníže finský
              - Gustav IV. Adolf, král švédský
                - Gustav, kníže Vasa

            - Karel XIII., král švédský a norský

          - Fridrich AugustFridrich August, vévoda oldenburský
            - Vilém I., vévoda oldenburský

          - Jiří, vévoda holštýnsko-gottorský
            - Petr I., vévoda oldenburský
              - August I., velkovévoda oldenburský
                - Petr II., velkovévoda oldenburský
                  - Fridrich August II., velkovévoda oldenburský
                    - Mikuláš, dědičný vévoda oldenburský
                      - Antonín Günther Oldenburský, vévoda oldenburský (1923–2014)
                        - Kristián, vévoda oldenburský (*1955)
                          - Alexandr, vévoda oldenburský (*1990)

## Ruská větev Holstein-Gottorp-Romanov
- Petr III. – (1762)
  - Kateřina II. Veliká (1762–1795), jiná dynastie, manželka Petra III.
- Pavel I. – (1796–1801)
- Alexandr I. – (1801–1825)
- Mikuláš I. – (1825–1855)
- Alexandr II. – (1855–1881)
- Alexandr III. – (1881–1894)
- Mikuláš I. – (1894–1917)
- Michail Alexandrovič – (1918)

Titulární carové, po roce 1918
- Kirill Vladimirovič – (1924–1938), bratranec Mikuláše a Michaila
- Vladimir Kirillovič – (1938–1992), syn
- Marie Vladimirovna – (od 1992), dcera

vs.
- Mikuláš Romanovič – (od 1992), praprasynovec Alexandra II.

## Švédská větev Holstein-Gottorp (-Vasa) (1751-1818)
- Adolf I. Fridrich – (1751–1771)
- Gustav III. – (1771–1792)
- Gustav IV. Adolf – (1792–1809)
  - Gustav, kníže Vasa – (1799–1877)
- Karel XIII. – (1809–1818), linie s ním vymřela, trůn získal rod Bernadotte

Jean-Baptiste Bernadotte byl napoleonský generál, kterého adoptoval bezdětný král Karel XIII. Bernadotte se pak stal švédským a norským králem a založil vlastní dynastii Bernadotte, která Švédsku vládne dodnes.

## Oldenburská větev Holstein-Gottorp-Oldenburg (1774-1918)
- Fridrich August I. – (1773–1785), od roku 1774 vévoda, bratr Adolfa I. Fridricha
- Vilém I. – (1785–1823)
- Petr I. – (1823–1829), první velkovévoda, synovec Fridricha Augusta I.
- August I. – (1829–1853)
- Petr II. – (1853–1900)
- Fridrich August II. – (1900–1918), rezignoval > listopadová revoluce

Titulární velkovévodové, po roce 1918
- Fridrich August II. – (1918–1931)
- Mikuláš – (1931–1970)
- Antonín Günther – (od 1970)